# اندونوکلئازهای محدودکننده
آنزیم‌های محدودکننده 
یک آنزیم محدودکننده یا آندونوکلئاز محدودکننده اغلب از گروه هیدرولازهاست که به‌طور اختصاصی، توالی خاصی از دی ان ای را شناسایی کرده و آن را برش می‌دهند. در صورتی که توالی‌هایی توسط عواملی مثل متیله‌شدن تغییر یافته باشند مورد شناسائی آنزیم قرار نمی‌گیرند. آنزیم‌های محدودکننده به‌طور متداول به ۴ گروه دسته‌بندی می‌شوند. این ۴ گروه از نظر ساختار، جایگاه شناسایی و چگونگی برش با یکدیگر متفاوتند. به منظور ایجاد برش در DNA، آنزیم‌های محدودکننده باید ستون قند-فسفات (sugar-phosphate backbone) را در هر دو رشته قطع کنند.
این آنزیم‌ها در باکتری‌ها و آرکی‌ها یافت شده و یک مکانیسم دفاعی علیه ویروس‌های مهاجم ارائه می‌دهند،. در یک پروکاریوت، آنزیم‌های محدودکننده به صورت انتخابی سبب برش DNAی خارجی در فرایندی که restriction نامیده شده‌است، می‌شوند. در حالیکه DNAی میزبان توسط آنزیم اصلاح‌کننده (یک متیل ترنسفراز) که سبب تصحیح DNAی پروکاریوت می‌شود، حفظ می‌شود. این دو فرایند سبب شکل‌گیری سیستم مدیفیکاسیون محدودکننده (restriction modification system) می‌شوند.
تاکنون بیش از ۳۰۰۰ آنزیم محدودکننده شناسایی شده‌اند که بیش از ۶۰۰ تا از آن‌ها به صورت تجاری در دسترس می‌باشند. این آنزیم‌ها به‌طور معمول برای اصلاح DNA در آزمایشگاه استفاده می‌شوند و یک ابزار حیاتی در شبیه‌سازی مولکولی می‌باشند]

### تاریخچه
این پدیده برای اولین بار در کار آزمایشگاهی سالوادور لوریا و برتانی در اوایل سال ۱۹۵۰ کشف شد. آن‌ها به این نتیجه رسیدند که باکتریوفاژ لامبدا که می‌تواند در یک سویه از اشریشیا کلی (به عنوان مثال گونه‌ای کلای C) رشد کند وقتی در گونه دیگری (به عنوان مثال ای کلای گونه K) رشد کند بازده محصول به طرز قابل توجهی کاهش می‌یابد. میزبان سلول (در این مثال ای کلای (K به عنوان میزبان محدودکننده شناخته شده و به نظر می‌رسد توانایی کاهش فعالیت بیولوژیکی فاژلامبدا را دارد. در سال ۱۹۶۰ در آزمایشگاه‌های ورنر آربر و مسلسون نشان داده شد که محدودیت توسط برش آنزیمی فاژ DNA ایجاد شده. آنزیم درگیر در این فرایند آنزیم محدودکننده نامیده شد.
آنزیم‌های محدودکننده مطالعه شده توسط آربر و مسلسون، آنزیم تیپ I بوده که به صورت تصادفی سبب برش DNA در جایگاه‌های شناسایی می‌شود. در سال ۱۹۷۰ همیلتون، اسمیت، توماس و ویلکاکس اولین آنزیم محدودکننده تیپ ۲ (آنزیم Hind II) را از باکتری هموفیلوس آنفلوآنزا کشف کردند. آنزیم‌های محدودکننده از این نوع در کار آزمایشگاهی بسیار مفید بوده و از آن‌ها جهت برش DNA در جایگاه توالی شناسایی خاص استفاده می‌شود. بعدها دنیل ناتانس و کاتلین دانا نشان دادند که برش DNAی ویروس سیمین 40(SV40) توسط آنزیم‌های محدودکننده، قطعات با اندازه خاصی تولید کرده که می‌توان با استفاده از الکتروفورز ژل پلی اکریل آمید جداسازی کرد، در نتیجه نشان داده شد که از آنزیم محدودکننده برای نقشه‌برداری DNA نیز می‌توان استفاده کرد.
به جهت کشف و شناسایی آنزیم‌ها در سال ۱۹۷۸ جایزه نوبل فیزیولوژی و پزشکی به ورنر آربر، دنیل ناتانس، همیلتون و اسمیت اهدا شد. کشف آنزیم‌های محدودکننده منجر به دستکاری DNA و توسعه فناوری DNAی نوترکیب شد که کاربردهای فراوانی دارد. به عنوان مثال سبب تولید پروتئین در مقیاس زیاد (مانند هورمون انسولین در بیماران دیابتی) شده‌است.

### انواع
به‌طور طبیعی اندونوکلئازهای محدودکننده بر اساس ترکیب و کوفاکتورهای ضروری مورد نیاز آنزیم، ماهیت توالی هدف و ساختار جایگاه برش DNAی مناسب با جایگاه هدف، به چهار گروه (۱٬۲٬۳٬۴) دسته‌بندی شده‌اند. البته تجزیه و تحلیل توالی DNAی آنزیم‌های محدودکننده نشان داده‌اند که بیش از ۴ نوع آنزیم محدودکننده وجود دارد. همه انواع آنزیم‌ها توالی کوتاه و ویژه DNA را شناسایی کرده و قطعات خاص با انتهای ´۵ - فسفات ایجاد می‌کنند. در جایگاه برش، ساختار زیرواحد و کوفاکتورهای ضروری متفاوت می‌باشند. انواع آنزیم‌های محدودکننده شامل:

#### آنزیم‌های تیپ ۱
این آنزیم‌ها در جایگاه دور از مکان تشخیص، برش ایجاد می‌کنند. همچنین برای فعالیت به ATP و اس آدنوزیل ال- متیونین نیاز دارند. این آنزیم‌ها پروتئین‌های چند منظوره با هردو فعالیت محدودکنندگی و متیلازی می‌باشند

#### آنزیم‌های تیپ ۲
در داخل محدوده یا در فاصله کوتاهی از جایگاه شناسایی برش ایجاد می‌کنند. اکثراً برای فعالیت نیازمند منیزیم بوده و آنزیم‌های تک عملکردی مستقل از متیلاز می‌باشند.

#### آنزیم‌های تیپ ۳
در فاصله کمی از جایگاه شناسایی، برش ایجاد می‌کنند. نیازمند ATP (اما بدون تجزیه آن) هستند اما حضور اس آدنوزیل ال متیونین ضروری نمی‌باشد.

#### آنزیم‌های تیپ ۴
این آنزیم‌ها DNAهای تغییر یافته (به عنوان مثال DNAهای متیله شده، هیدروکسی متیله و گلیکوزیل هیدروکسی متیله) را شناسایی کرده و برش می‌دهند.

### چند نمونه از آنزیم‌های محدودکننده
- SacI
- SalI
- HindIII
- BamI
- EcoRI
- KpnI
- XbaI
- XhoI

### کاربردها
از آنزیم‌های محدودکننده جهت انتقال ژن به وکتور پلاسمیدی در فرایند کلونینگ ژن و تولید پروتئین استفاده می‌شود.
جهت استفاده بهینه، در پلاسمیدهایی که به صورت متداول برای کلونینگ ژن استفاده می‌شوند، یک توالی کوتاه پلی لینکر(a short polylinker sequence) قرار می‌گیرد که به آن multiple cloning site یا به اختصار MCS گفته می‌شود. این توالی دارای جایگاه شناسایی آنزیم محدودکننده است و آنزیم محدودکننده قادر است این توالی را شناسایی کند.
جایگاه‌های محدودکننده تعیین می‌کند که ما از چه نوع اندونوکلئازی جهت هضم DNA باید استفاده کنیم. هنگام کلون کردن یک قطعه ژن به داخل وکتور هردو DNAی پلاسمید و ژن وارد شده با آنزیم‌های محدودکننده یکسانی برش داده می‌شوند، و سپس با کمک آنزیم DNA لیگاز به یکدیگر متصل می‌شوند.
آنزیم‌های محدودکننده نیز می‌توانند به‌طور ویژه برای تشخیص آلل‌های ژن با تغییرات تک باز شناخته شده در DNA که به عنوان پلی مورفیسم تک نوکلئوتیدی شناخته می‌شوند، استفاده شوند. در این روش آنزیم محدودکننده می‌تواند برای ژنوتیپ یک DNA بدون نیاز به هزینه‌های سنگین توالی یابی ژن استفاده شود. ابتدا نمونه با آنزیم‌های محدودکننده هضم شده تا سبب تولید قطعات DNA شود و سپس قطعات با اندازه‌های مختلف توسط ژل الکتروفورز از هم جدا می‌شوند. به‌طور کلی آلل‌ها با جایگاه‌های شناسایی صحیح، دو باند DNA بر روی ژل تولید می‌کنند و با جایگاه‌های محدودکننده تغییر یافته برش نخواهند خورد. در صورت عدم برش، تنها یک باند بر روی ژل ایجاد می‌شود.
توسط هضم آنزیمی، طول‌های متفاوتی از DNA ایجاد می‌گردد که سبب ظهور الگوی ویژه‌ای از باندها بعد از الکتروفورز می‌شود. از این الگو می‌تواند برای انگشت نگاری DNA استفاده گردد. در روشی مشابه، آنزیم‌های محدودکننده برای هضم DNAی ژنومی جهت تجزیه و تحلیل DNA توسط ساترن بلات استفاده شده‌است. این روش سبب می‌شود محققان بتوانند به شناسایی چگونگی تکثیر بالا از یک ژن موجود در ژنوم فرد یا چگونگی جهش‌های ژنی موجود در جمعیت بپردازند.